# Světový pohár v biatlonu 2022/2023 – Ruhpolding
5. podnik Světového poháru v biatlonu v sezóně 2022/2023 probíhal od 11. do 15. ledna 2023 na biatlonovém stadiónu Chiemgau-Arena v německém Ruhpoldingu. Na programu podniku byly vytrvalostní závody, závody s hromadným startem a ženské a mužské štafety.
V Ruhpoldingu se jezdí světový pohár v biatlonu každý rok. Naposledy se zde závodilo v lednu 2022.

## Program závodů
Oficiální program:
| Datum     | Disciplína                       | Začátek (SEČ) | Počet závodníků |
| --------- | -------------------------------- | ------------- | --------------- |
| 11. ledna | Vytrvalostní závod (muži)        | 14:10         | 96              |
| 12. ledna | Vytrvalostní závod (ženy)        | 14:10         | 96              |
| 13. ledna | Štafeta (muži)                   | 14:25         | 21 týmů         |
| 14. ledna | Štafeta (ženy)                   | 14:25         | 19 týmů         |
| 15. ledna | Závod s hromadným startem (muži) | 12:30         | 30              |
| 15. ledna | Závod s hromadným startem (ženy) | 14:45         | 30              |

## Průběh závodů
Stejně jako v předcházejícím kole v Pokljuce startovalo i zde mnoho týmů z důvodů nachlazení a jiných nemocí v redukované sestavě. I český mužský a ženský tým proto startoval jen ve čtyřech.

### Vytrvalostní závody
Závod mužů byl poznamenán výpadkem proudu, který měl vliv zejména na osvětlení střelnice a informační systém. Zvítězil v něm Johannes Thingnes Bø. Nezasáhl sice celkem dva terče, ale běžel nejlépe ze všech. V průběžných výsledcích se udržoval na prvních místech i čistě střílející Michal Krčmář, který však při poslední střelbě vstoje udělal jednu chyb a dojel nakonec osmý.„Snažil jsem se střílet v poklidu, nikam se nehnat. Za jedna není špatné, ale trochu mě to hlodá, protože jsem na čtyři nuly šel. Trochu mě to mrzí, ale myslím si, že dobrý,“ řekl reportéru České televize po dojezdu. Na stupních vítězů se umístili ještě druhý Nor Vetle Sjåstad Christiansen, který udělal jednu střeleckou chybu. Třetí dojel bezchybně střílející Slovinec Jakov Fak.

Další čeští reprezentanti se umístili mimo bodovaná místa: nejlépe z nich Jakub Štvrtecký se čtyřmi nezasaženými terči na 45. místě. Adam Václavík se šesti chybami dojel 63. a Vítězslav Hornig, který ve světovém poháru startoval po roce, deset míst za ním.
V závodě žen byly prakticky všechny favoritky – kromě Markéty Davidové – při první střelbě vleže bezchybné. Postupně však chybovaly, a tak se po poslední střelbě díky druhému nejrychlejšímu běhu dostala co čela Francouzka Julia Simonová s jedním nezasaženým terčem. Pak však zastřílela i poslední položku bezchybně Italka Lisa Vittozziová, která jela závod jen o tři vteřiny pomaleji než Francouzka, což jí stačilo na vítězství. Před Simonovou se na druhé místo dostala také čistě střílející francouzská juniorka Lou Jeanmonnotová, která tak vybojovala své první umístění na stupních vítězů v kariéře.

Davidová střílela vstoje čistě, ale vleže udělala celkem dvě chyby, což stačilo na 18. místo v cíli. O čtyři místa lépe dojela Jessica Jislová, která sestřelila všechny terče, ale běžela pomaleji. Lucie Charvátová 40. místem získala své první body v této sezoně a Tereza Voborníková s šesti střeleckými chybami a průměrným během skončila osmdesátá.

### Štafety
V první polovině štafet mužů se udržovali v čele francouzští biatlonisté, když Sturla Holm Laegreid musel na trestné kolo a favorizovaný norský tým tak předával na 10 místě. Další norští závodníci však stříleli lépe a po šesté střelbě se dostali do čela, když i Francouz Antonin Guigonnat jel trestné kolo. Norové se pak střídali v čele s Němci, ale když na posledním úseku nastoupil Johannes Thingnes Bø, získal v každém kole náskok, se kterým dojel i do cíle.

Čeští trenéři změnili pořadí štafety a na první úsek nasadili Michala Krčmáře. Ten jel rychle, střílel jen s jednou chybou a předával jako druhý. Jakub Štvrtecký pak nezasáhl pět terčů a klesl na 13. místo. Vítězslav Hornig chyboval jen jednou, ale střílel i běžel pomaleji a pohoršil si ještě o jedno místo. Adam Václavík jel na posledním úseku rychle a po čisté střelbě vleže se posunul na 10. pozici. Vstoje mu však nestačily náhradní náboje, musel na dvě trestná kola a klesl na 15. místo, na kterém taky dovezl českou štafetu do cíle.
Ve štafetě žen se zpočátku držely v čele francouzské biatlonistky, které především zásluhou Chloé Chevalierové na druhém úseku získaly téměř půlminutový náskok. O ten však po dvou trestných kolech přišla Sophie Chauveauová, které jela jela svoji první štafetu ve světovém poháru. Do čela se zásluhou Marte Olsbuové Røiselandové dostalo Norsko, které také zvítězilo před zlepšujícím se Německem a dobře střílející Itálií.

Českou tým jel ve stejném složení jako při předcházející štafetě v Hochfilzenu: Tereza Voborníková na prvním úseku udělala jednu chybu při střelbě vleže a předávala Jessice Jislové na šestém místě. Ta se zásluhou čisté střelby posunula o jednu pozici dopředu. Markéta Davidová nezasáhla sice tři terče, ale rychlým během se po střelbě vstoje posunula na třetí místo. Pak jí však podle vlastních slov došly síly a předávala jako čtvrtá. Lucie Charvátová udělala sice tři střelecké chyby, ale oproti závodu v Hochfilzenu nemusela na trestné kolo. Předjela ji Švýcarka Lena Häckiová-Großová, ale Charvátová udržela náskok před francouzskou a švédskou štafetou, které musely na trestné kolo. Konečné páté místo českých biatlonistek je nejlepším výsledkem od bronzové medaile v německém Oberhofu před třemi lety.

### Závody s hromadným startem
Závod mužů vyhrál – stejně jako tři předcházející individuální závody – Nor Johannes Thingnes Bø. S třemi nezasaženými terči střílel sice hůře než všichni jeho nejbližší soupeři, v každém kole však dokázal čelo závodu dojet a na střelbu přijížděl první. Do posledního kola vyjel pět vteřin za svým krajanem  Vetle Sjåstadem Christiansenem. Toho předjel v prvním velkém stoupání a hned si vypracoval náskok, se kterým dojel do cíle. O třetí místo bojovali až do cílové roviny další Norové, Sturla Holm Laegreid s Tarjeim Bø. Získal ji Laegreid, který udělal sice o jednu střeleckou chybu více, ale běžel rychleji.

Do závodu se kvalifikoval jediný český reprezentant Michal Krčmář. Při první střelbě nezasáhl jeden terč a když brzy poté zlomil hůlku, propadl se na 24. pozici. V dalších kolech chyboval na střelnici ještě dvakrát a běžel pomalu, což stačilo jen na 23. místo v cíli. Ke kvalitě lyží se nechtěl vyjadřovat, ale svůj běh okomentoval stručně: „Dneska to bylo hodně špatné na trati. To je asi celé, jak bych to zhodnotil.“
Závod žen ovlivnil sílící vítr: i jeho vinou nezastřílela žádná závodnice všechny položky čistě. Od druhé střelby se ve vedení oddělila Francouzka Julia Simonová s Italkou Lisou Vittozziovou. Při poslední položce však Francouzka udělala chybu, ale Italka měla problémy s nabíjením, a tak do posledního kola odjížděla v čele trojice, když se k nim přidala čistě střílející Francouzka Anaïs Chevalierová-Bouchetová. V posledním větším stoupání nastoupila Italka, ale Francouzka se jí udržela a ve sjezdu získala malý náskok, se kterým dojela do cíle. 

Markéta Davidová nezasáhla při první položce vleže tři terče a propadla se na 28. místo.  Podle jejího vyjádření nezareagovala na změnu větru po první střele. Pak už udělala jen jednu střeleckou chybu, ale dosáhla jen průměrného běžeckého času a skončila 17. O pozici hůře dojela Jessice Jislová, která chybovala jen jednu chybu při první střelbě, ale běžela pomaleji.

## Umístění na stupních vítězů

### Muži
| Disciplína                        | První místo                                                                          | Výkon                                                     | Druhé místo                                               | Výkon                             | Třetí místo                                                               | Výkon                                                     |
| Vytrvalostní závod (20 km)        | Johannes Thingnes Bø                                                                 | 48:48,4 (1+0+0+1)                                         | Vetle Sjåstad Christiansen                                | 48:53,3 (0+0+0+1)                 | Jakov Fak                                                                 | 49:17,7 (0+0+0+0)                                         |
| Závod s hromadným startem (15 km) | Johannes Thingnes Bø                                                                 | 36:12,0 (1+0+1+1)                                         | Vetle Sjåstad Christiansen                                | 36:31,3 (1+0+1+0)                 | Sturla Holm Laegreid                                                      | 36:47,3 (1+0+1+0)                                         |
| Štafeta (4x7,5 km)                | NorskoSturla Holm Laegreid Tarjei Bø Vetle Sjåstad Christiansen Johannes Thingnes Bø | 1:10:51,4 (0+0) (1+3) (0+1) (0+0) (0+0) (0+1) (0+0) (0+2) | NěmeckoDavid Zobel Johannes Kühn Benedikt Doll Roman Rees | 1:11:11,5 (0+0) (0+1) (0+1) (0+0) | FrancieEric Perrot Quentin Fillon Maillet Antonin Guigonnat Fabien Claude | 1:11:47,0 (0+0) (0+0) (0+0) (0+1) (0+0) (1+3) (0+3) (0+0) |

### Ženy
| Disciplína                          | První místo                                                                                                  | Výkon                                         | Druhé místo                                                                           | Výkon                                                     | Třetí místo                                                                   | Výkon                                                     |
| Vytrvalostní závod (15 km)          | Lisa Vittozziová                                                                                             | 40:05,9 (0+0+0+0)                             | Lou Jeanmonnotová                                                                     | 40:44,9 (0+0+0+0)                                         | Julia Simonová                                                                | 40:51,1 (0+0+0+1)                                         |
| Závod s hromadným startem (12,5 km) | Julia Simonová                                                                                               | 32:52,0 (1+0+1+1)                             | Lisa Vittozziová                                                                      | 32:54,6 (0+0+1+0)                                         | Anaïs Chevalierová-Bouchetová                                                 | 32:58,7 (0+1+0+0)                                         |
| Štafeta (4x6 km)                    | NorskoKaroline Knottenová Raghnild Femsteineviková Marte Olsbuová Røiselandová Ingrid Landmark Tandrevoldová | 1:08:17,3 (0+0) (0+0) (0+3) (0+3) (0+0) (0+0) | NěmeckoAnna Weidelová Vanessa Voigtová Sophia Schneiderová Denise Herrmannová-Wicková | 1:08:32,6 (0+3) (0+1) (0+0) (0+0) (0+2) (0+2) (0+1) (0+1) | ItálieSamuela Comolová Lisa Vittozziová Rebecca Passlerová Dorothea Wiererová | 1:08:50,8 (0+0) (0+0) (0+0) (0+2) (0+1) (0+0) (0+0) (0+1) |

## Pořadí zemí
| Pořadí | Země      | 1. místo | 2. místo | 3. místo | Celkově |
| ------ | --------- | -------- | -------- | -------- | ------- |
| 1.     | Norsko    | 4        | 2        | 1        | 7       |
| 2.     | Itálie    | 1        | 1        | 1        | 3       |
| 3.     | Německo   | 0        | 2        | 0        | 2       |
| 4.     | Francie   | 1        | 1        | 3        | 5       |
| 5.     | Slovinsko | 0        | 0        | 1        | 1       |
|        | Celkem    | 6        | 6        | 6        | 18      |